# جزر راجا أمبات
جزر راجا أمبات أو الملوك الأربعة، تقع قبالة الطرف الشمالي الغربي لشبه جزيرة رأس الطائر في جزيرة غينيا الجديدة، وتتبع مقاطعة بابوا الغربية في إندونيسيا، وهي عبارة عن أرخبيل يضم أكثر من 1,500 جزيرة صغيرة، وجزيرة منخفضة (Cay) وسطوح رملية (Shoal) تحيط الجزر الأربع الرئيسية وهي ميسول وسالاواتي ووايجيو وباتانتا وجزيرة كوفياو الصغيرة. الجزر تمثل الأراضي التي تقع في أقصى شمال قارة أستراليا.
تاريخياً كانت جزر راجا أمبات جزءً من مملكة تيدور، وهي مملكة كانت ذات نفوذ في جزر الملوك، لكن وبعد غزو هولندا لجزر الملوك، فقد طالبت بها كجزء من مملكة هولندا.

## السكان
العمل الرئيسي للناس هو الصيد، ويعيشون في تجمعات قبلية صغيرة تنتشر في جميع أنحاء الجزر. وعلى الرغم من أن الثقافات التقليدية لا تزال موجودة بقوة، فهم يرحبون بالزوار بشدة. وتنتشر المسيحية كديانة سائدة.

## التنوع البيئي

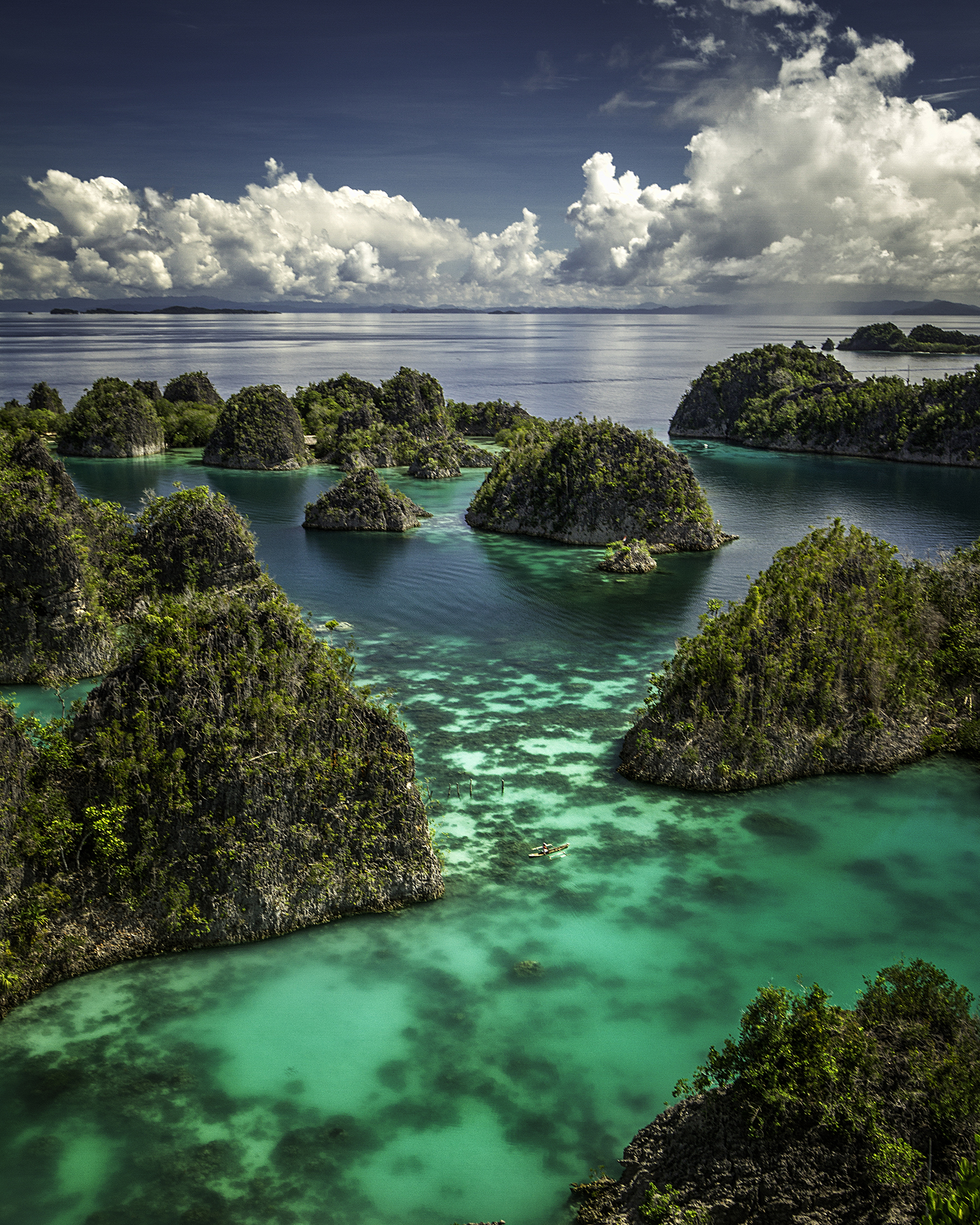
جزيرة راجا أمبات

الموارد الطبيعية في المحيطات تجعل من الجزر منطقة سياحية مؤهلة بدرجة كبيرة. والعديد من المصادر تعتبر جزر راجا أمبات واحدة من الأماكن العشرة الأوائل في حين الغوص شعبية، بينما تمثل الجزر الرقم واحد من حيث التنوع البيولوجي تحت سطح الماء.
وفقا لمنظمة الحفظ الدولية، فإن عمليات المسح البحري تشير إلى أن تنوع الحياة البحرية في منطقة راجا أمبات هو الأعلى المسجل على الأرض. التنوع هو أكبر بكثير من أي منطقة أخرى في مثلث المرجان الذي يتكون من إندونيسيا والفلبين وبابوا غينيا الجديدة. مثلث المرجان هو قلب للتنوع البيولوجي في العالم الشعاب المرجانية، مما يجعل راجا أمبات أغنى الأنظمة البيئية بالشعاب المرجانية في العالم.
المستعمرات المرجانية تزداد في المنطقة بزيادة نسبية في درجات حرارة سطح البحر، كما أن الشعاب المرجانية قد تكون لها مقاومة نسبية لمواجهة مرض ابيضاض المرجان وأمراض الشعاب المرجانية والتي تهدد حياة النظم البيئية المرجانية الأخرى في جميع أنحاء العالم. جزر راجا أمبات بعيدة نسبياً عن تدخل البشر.
1309 نوعا من الأسماك، 537 نوعاً من المرجان (96 ٪ من مجمل المرجان الصخري (scleractinia) المسجل في إندونيسيا من المرجح أن يتواجد في هذه الجزر، و 75 ٪ من جميع الأنواع الموجودة في العالم)، و699 نوعاً من الرخويات ومجموعة متنوعة من الأحياء البحرية المذهلة. تتميز بعض المناطق بتكتلات هائلة من الأسماك ومشاهد معتادة لأسماك القرش، مثل سمك القرش من نوع وبيغونغ (wobbegong).
الوصول إلى هذه الجزر ليس صعباً، لكنه يأخذ بعض الوقت، فهو يستغرق ست ساعات طيران من جاكرتا، عاصمة إندونيسيا إلى سورونغ، ثم قارب للوصول للجزر.